# Legittima offesa - While She Was Out
Legittima offesa - While She Was Out (While She Was Out) è un film del 2008 diretto da Susan Montford.
Il film, con protagonisti Kim Basinger e Lukas Haas, è stato sceneggiato dalla stessa regista Montford, e basato su un breve racconto di Edward Bryant.

## Trama
Della Myers è una casalinga benestante che abita in un condominio privato, insieme ai suoi due figli gemelli ed al cinico e violento marito Kenneth. Della spende la maggior parte delle proprie energie ed attenzioni per i due bambini, senza curarsi troppo delle apparenze e indisponendo per tale ragione Kenneth. Durante la vigilia di Natale, ella si reca a tarda sera al centro commerciale per comprare della carta da regalo, ma non riesce a trovare parcheggio. Indispettita dal fatto che una vecchia automobile è parcheggiata su due posti auto, la donna lascia un messaggio sul parabrezza dell'auto con scritto "stronzo egoista".
Quando Della esce dal negozio, i proprietari dell'auto a cui aveva lasciato il messaggio, minacciano pesantemente la donna, che si riesce a mettere in salvo solo grazie all'intervento della guardia addetta alla sicurezza del negozio, che però viene freddata da un colpo alla testa. Terrorizzata, Della fugge con la propria auto, inseguita dai quattro criminali, ma rimasta in panne è costretta a rifugiarsi nel bosco, dove per lei inizierà una vera e propria lotta per la sopravvivenza con i quattro ostinati e spietati criminali.
Alla fine, la donna riuscirà a salvarsi uccidendo ad uno ad uno i suoi inseguitori, inizialmente in maniera casuale e man mano in modo sempre più freddo e distaccato. Tornata a casa, minaccia il suo stesso marito con una pistola, lasciando presupporre che gli spari a bruciapelo.